# BSN

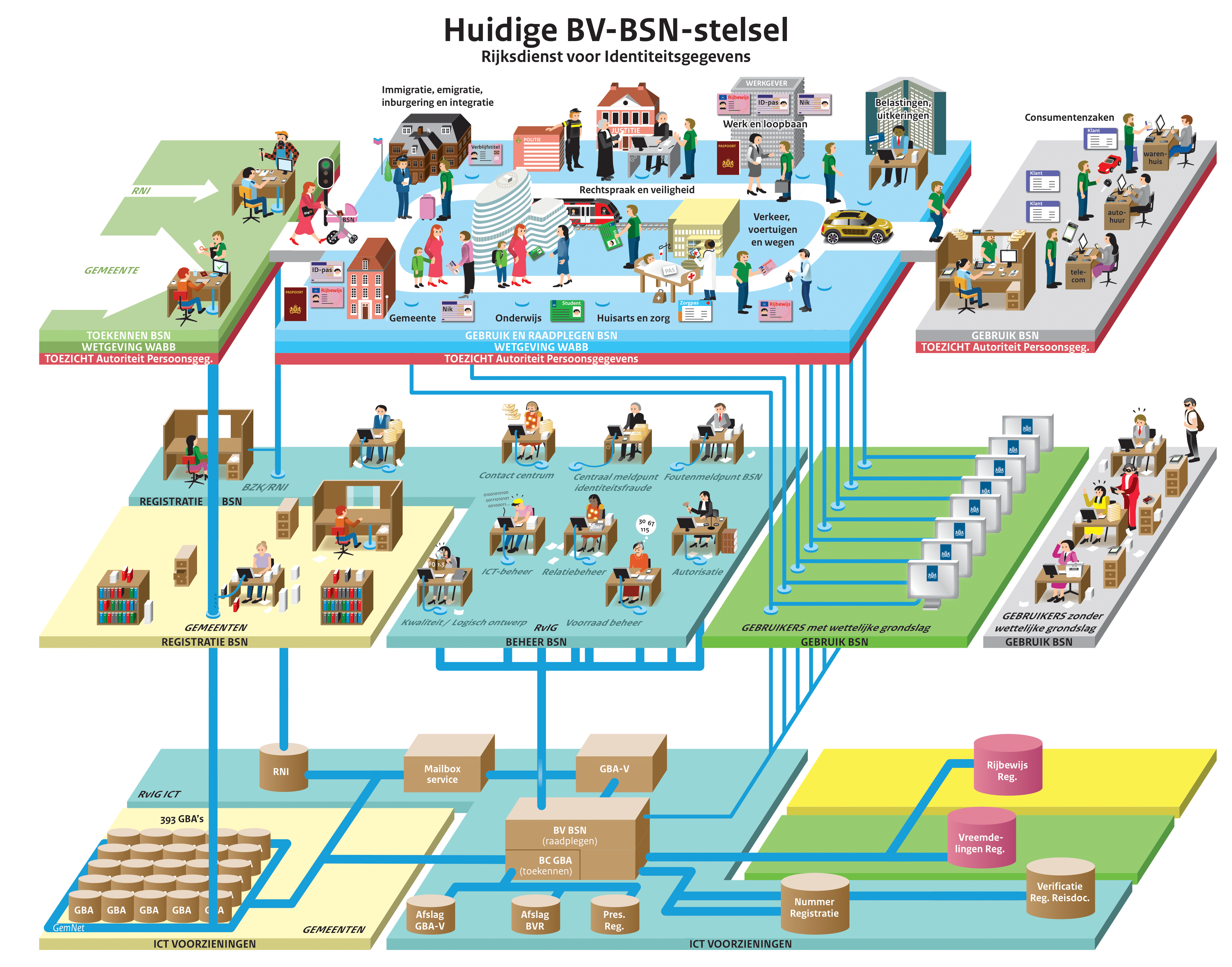
Схема работы BSN

Burgerservicenummer (BSN) - это уникальный идентификационный номер для каждого человека в Нидерландах, выдаваемый при рождении. Указывается на водительских правах, паспортах и международных идентификационных карточках, в графе "Персональный номер". До 2007 г. назывался как sofinummer  (где "so-" означало "социально-", а "fi-" означало "фискальный"), но в связи с тем, что изначально его присвоение было поручено региональным налоговым органам, через какое-то время выданных диапазонов стало не хватать и было решено перейти от SOFI к BSN, путём выдачи новых идентификационных номеров. Номер не содержит никакой информации о человеке, которому он принадлежит (т.е. никакая информация, как пол, дата рождения и пр. ни в каком виде не содержится в данном идентификационном номере).